# Instituto de vida consagrada
En la Iglesia católica un Instituto de Vida Consagrada es un tipo de institución de vida consagrada, cuyos miembros profesan los consejos evangélicos de castidad, pobreza y obediencia por medio de votos u otro vínculo sagrado. Pertenecen a estas instituciones los Institutos religiosos, que, según la terminología canónica católica, a sus votos unen la separación del "mundo" y la vivencia de una regla o constituciones de vida en fraternidad, y los Institutos seculares, que permanecen en el "mundo" y evangelizan desde él.

## Definición

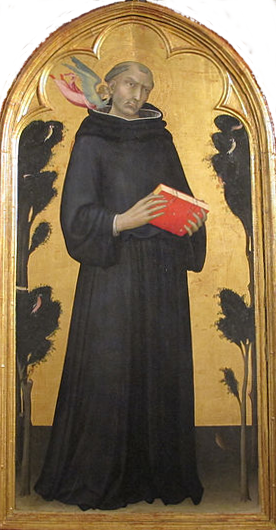
Agustín Novello, en un fresco de Simone Martini donde representa al beato con la Regla de San Agustín de vida de los primeros canónigos regulares.

### Aclaración de términos
Para comprender la definición canónica de los Institutos de vida consagrada es necesario aclarar dos conceptos: instituto y vida consagrada. Por una parte, cuando se habla de un instituto en el ambiente eclesiástico se entiende que con el curso del tiempo un determinado grupo o sociedad de personas, con unas particularidades que lo caracterizan, se han organizado de tal manera que han elaborado sus leyes y estas han sido aprobadas por una autoridad competente. Por otra, por vida consagrada se entiende la consagración hecha a Dios por medio de los consejos evangélicos de castidad, pobreza y obediencia.
Ahora bien, en general, un Instituto de vida consagrada sería una sociedad cuya consagración por medio de los consejos evangélicos se han institucionalizado a través del tiempo, que han formado sus propias leyes y que han sido aprobados canónicamente por una autoridad competente en la Iglesia católica. En este sentido, no todos los institutos son de vida consagrada ni toda forma de vida consagrada es un instituto. En el primer caso por ejemplo existen movimientos eclesiales que pueden ser aprobados por una autoridad competente, por tanto se les puede llamar instituto, pero no son de vida consagrada, en cuanto a que su institución no radica en la profesión de los consejos evangélicos. Se podría añadir a este caso, las Sociedades de vida apostólica, que aún asemejándose a los Institutos de vida consagrada por la profesión de promesas o votos o cualquier cosa similar, los consejos evangélicos no son la causa de su constitución como tal.
En el segundo caso, existen otras formas de vida consagrada tales como el Orden de las vírgenes o la vida eremítica, quienes profesando los consejos evangélicos, no pertenecen a ningún instituto, porque su estilo de vida no comporta la formación de un grupo o una sociedad y están sujetos directamente a la autoridad competente (normalmente el obispo diocesano).

### Definición canónica
Según el Código de Derecho Canónico (CIC), los Institutos de vida consagrada son sociedades dentro de la Iglesia católica erigidas, aprobadas y competentemente organizadas a través de una adecuada legislación general y particular, a saber: Reglas, Constituciones, Estatutos para que pueda en ellas suficiente y oficialmente profesarse el estado de vida de consagración, caracterizado por la profesión de los consejos evangélicos de castidad, obediencia y pobreza.

## Historia

Cruces de las órdenes militares españolas. Los miembros de las órdenes militares, en sus orígenes, estaban sometidos a los votos religiosos por lo que eran "mitad" monjes y "mitad" soldados.

Las diversas formas de vida consagrada nacen desde los orígenes mismos de cristianismo, ya en la Biblia se mencionan a las vírgenes que optaban por permanecer como tal o a las viudas que se dedicaban al servicio de la Iglesia, consagrando sus vidas a ello y viviendo según el modelo de lo que hoy se conoce como consejos evangélicos. Luego de ellas, hacia el siglo II y III, nacieron anacoretas dedicados a la vida en soledad. Sin embargo, las primeras institucionalizaciones de vida consagrada datan del siglo IV, cuando antiguos anacoretas comenzaron a organizarse en pequeños grupos, que terminaron convirtiéndose en los primeros monasterios. Desde este período podemos hablar con propiedad del nacimiento de los Institutos de vida consagrada, aunque  no siempre se les ha conocido así en la historia.

### Cronología de los Institutos de Vida Consagrada

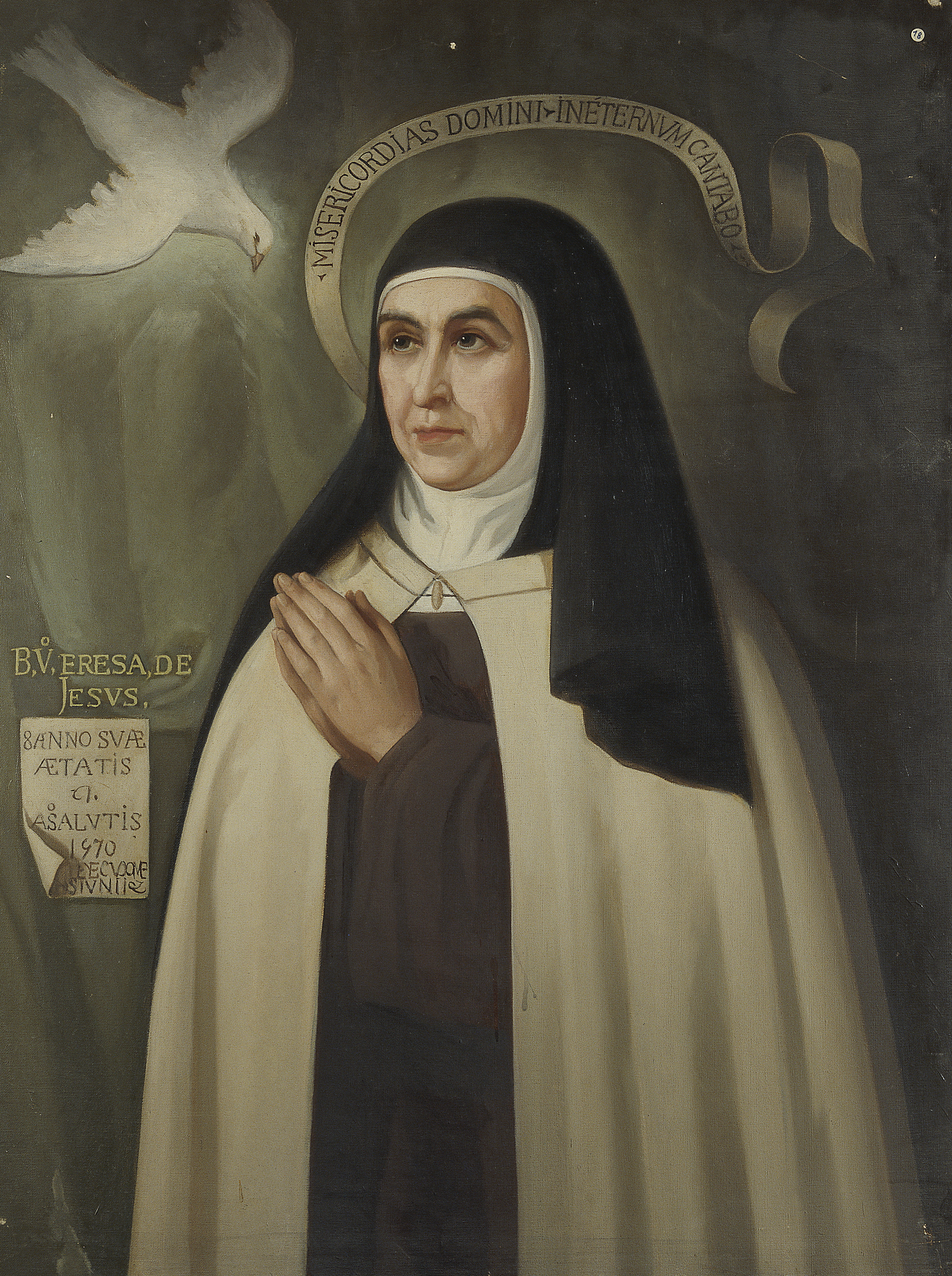
Santa Teresa de Jesús (1515-1582), reformadora carmelita española, es una de las mujeres, miembro de un instituto de vida consagrada, más famosas de la historia del cristianismo.

Téngase en cuenta que en esta cronología por siglos se incluirán las formas de vida consagrada que forman parte de los Institutos de vida consagrada:
- Siglo IV: Aparecen los monjes organizados como primera forma de vida en comunidad institucionalizada en Egipto, destacan las comunidades de san Pacomio. Durante ese mismo siglo surgen en Asia Menor los monjes fundados por san Basilio. En Italia surgen los monjes de san Benito, llamados benedictinos.[4]
- Siglos IV - V: San Agustín inicia un nuevo estilo de vida en el norte de África (hoy Argelia), los canónigos regulares.
- Siglo VI: se impondrá en Occidente el monacato benedictino.[4]
- Siglo XI nacimiento de las primeras órdenes militares como la Orden del Santo Sepulcro de Jerusalén y la Orden Hospitalaria de San Juan de Jerusalén.
- Siglo XII nacimiento de las primeras órdenes religiosas, no militares ni monacales, pero que tampoco se pueden incluir dentro de las mendicantes, propias del siguiente siglo, tales como la Orden del Redentor y la Orden de la Santísima Trinidad y de los Cautivos de Juan de Mata.
- Siglo XIII nacimiento de las órdenes mendicantes[4] entre las que destacan Orden de los Hermanos Menores (O.F.M.) de Francisco de Asís y Orden de los Predicadores (O.P.) de Domingo de Guzmán.
- Siglo XVI Impulsados por el Concilio de Trento, las antiguas órdenes religiosas comienzan procesos de reforma, que en algunas órdenes terminarán causando división entre calzados y descalzos. Cabe mencionar en este grupo a los carmelitas descalzos (O.C.D.) de Teresa de Jesús.
- Siglo XVI nacimiento de las órdenes de Clérigos regulares[4] como los Jesuitas (S.J.) de Ignacio de Loyola y los Barnabitas de Antonio María Zaccaria.
- Siglos XVI nacen las primeras congregaciones religiosas clericales como los Padres de la Doctrina Cristiana de César de Bus y los Píos Operarios de la Doctrina Cristiana de Carlo Carafa.[5]
- Siglo XVII se propagan las congregaciones religiosas clericales y nacen las primeras congregaciones laicales, tales como la de los Hermanos de las Escuelas Cristianas (F.S.C.) de Juan Bautista de la Salle.[6]
- Siglo XVIII Período de supresiones de las órdenes y congregaciones religiosas en diversos Estados europeos. A pesar de ello se propagan las congregaciones laicales.
- Siglos XVIII y XIX nacen los primeros Institutos seculares[4] pero no se tiene clara a nivel legislativo su constitución dentro de la Iglesia católica.
- Siglo XX Aprobación de los primeros Institutos seculares, como la Compañía de San Pablo (C.S.P.) de Andrea Carlo Ferrari,[7] inclusión de estos en el Código de Derecho Canónico. Nacen además organizaciones y federaciones de los diversos institutos religiosos, internacionales y nacionales, tales como la Conferencia de religiosos (CONFER), la Conferencia Latinoamericana de Religiosos (CLAR)[8] y la Conferencia Mundial de Institutos Seculares (CMIS).[9]

## Organización

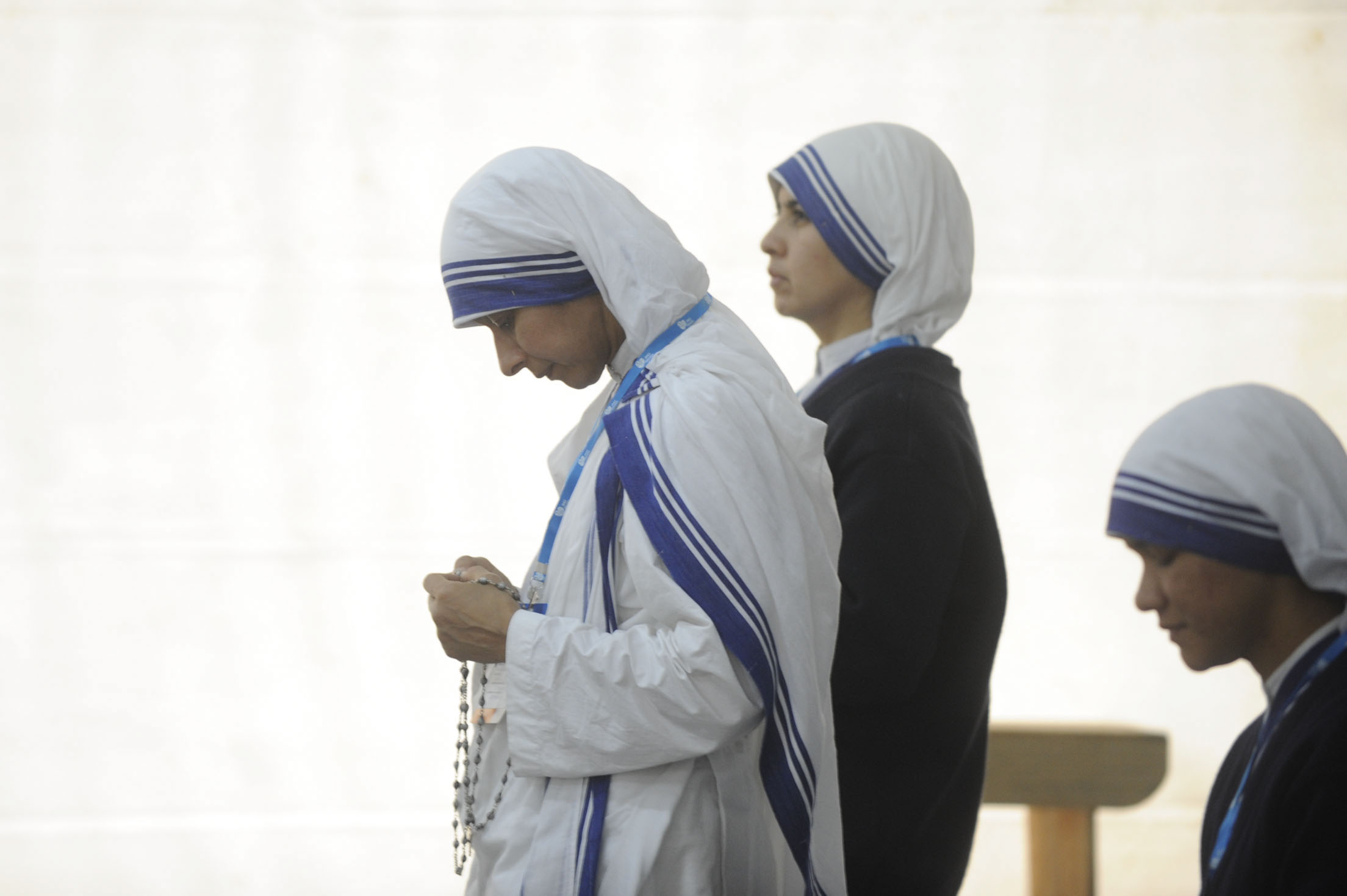
A pesar su de "juventud", en la historia de los Institutos de vida consagrada, las Misioneras de la Caridad de santa Teresa de Calcuta, son hoy una de las Congregaciones religiosas más expandidas por el mundo. En la foto: Misioneras de la Caridad en la Jornada Mundial de la Juventud de Río de Janeiro en 2013.

### Categorías
Existen diferentes formas de Institutos de Vida Consagrada, estos pueden ser según su género institutos masculinos o femeninos, aunque si en algunos períodos históricos ha habido grupos llamados mixtos, es decir, compuestos tanto por hombres como por mujeres. Según su legislación los institutos pueden ser de derecho pontificio o de derecho diocesano. Son de derecho pontificio aquellos erigidos o aprobados por la Santa Sede mediante decreto formal. Los Institutos de derecho diocesano son aquellos erigidos por los Obispos y que no han recibido de la Sede Apostólica el decreto de aprobació. El Anuario Pontificio registra solamente los Institutos de derecho pontificio.
Según el estilo de vida sea regular o secular, los institutos de vida consagrada se dividen en institutos religiosos e institutos seculares, los primeros viven en comunidades fraternas bajo una Regla de vida, de ahí el nombre de regulares, mientras que los segundos, son consagrados en medio de la sociedad, sin abandonar el estilo de vida del siglo, de ahí su nombre de seculares.
Los institutos masculinos según su estado de vida pueden ser clericales o laicales. Los institutos en los que la mayoría de sus miembros reciben el sacramento del Orden y son regidos por clérigos, son llamados clericales, mientras que en los institutos donde dicho sacramento no es un requisito ya que sus actividades no comportan el ministerio sacerdotal son llamados laicales. En este sentido todos los institutos femeninos son laicales, puesto que en la Iglesia católica las mujeres no reciben el sacramento del Orden. Todos los institutos religiosos o seculares, femeninos o masculinos, laicales o clericales, pueden poseer casas, conventos o fraternidades. Si cada casa es independiente, como en el caso de la mayoría de los monasterios de vida contemplativa, son llamados órdenes o institutos de casas autónomas. Si por el contrario tienen una sede a la que llaman curia general siendo el centro de la administración del Instituto, entonces se llamarán institutos centralizados.

### Organigrama
División de los institutos de vida consagrada:
- Institutos Religiosos
  - Órdenes
    - Canónigos Regulares
    - Monjes
    - Mendicantes
    - Clérigos Regulares

  - Congregaciones
    - Congregaciones clericales
    - Congregaciones laicales
- Institutos Seculares
  - Instituto Secular Clerical
  - Instituto Secular Laical